# Allan Hnautra
Allan Hnautra (31 marzo 1989) è un calciatore francese, centrocampista del Magenta.

## Carriera

### Club
Comincia a giocare al Lössi. Nel 2011 viene acquistato dal Magenta.

### Nazionale
Ha debuttato in Nazionale il 6 settembre 2008, in Nuova Caledonia-Nuova Zelanda (1-3). Ha partecipato, con la Nazionale, alla Coppa delle nazioni oceaniane 2008. Ha collezionato in totale, con la maglia della Nazionale, 6 presenze.